# Plinio Patuelli
Plinio Patuelli (Imola, 2 marzo 1922 – ...) è stato un calciatore italiano, di ruolo difensore.

## Carriera
Cresciuto nel G.S. Zardi Imola, milita nel Bari nella stagione 1941-1942 e disputa poi il campionato di Serie C 1942-1943 con il Foligno.
Nel dopoguerra torna a giocare in Serie B nella stagione 1946-1947 con la SPAL; con gli estensi disputa quattro campionati cadetti inframmezzati da un anno con il Livorno, sempre in Serie B.
In totale conta 113 presenze nella serie cadetta.

## Palmarès

### Competizioni nazionali
- Serie B: 2

Bari: 1941-1942;
SPAL: 1950-1951.